# Гостева, Анастасия Сергеевна
Анастаси́я Серге́евна Го́стева (род. 2 февраля 1975 года, Москва, РСФСР, СССР) — русская поэтесса, прозаик, лауреат премий фонда «Знамя» (1997), и журнала «Дружба Народов» (1999).

## Биография
Родилась 2 февраля 1975 года в Москве.
В 1997 году окончила физический факультет МГУ.

### Творчество
Дебют: в 1993 году выпустила книгу стихов «Слепые акварели».
В 1999 году Анастасия Сергеевна приняла участие в «круглом столе» журнала «Дружба Народов», № 11 за 1999 г.: «О прозе реальной и виртуальной». Подготовка к публикации Н. Игруновой. В мероприятии участвовали:
| - Н. Александров, - А. Архангельский, - В. Березин, | - М. Бутов, - А. Гаврилов, - Анастасия Гостева, | - А. Дмитриев, - А. Немзер, - А. Слаповский. |

#### Стихи
- 1993 — «Слепые акварели». М., «Голос»;
- 2001 — «Travel Агнец». СПб, «Амфора», Тираж: 5000 экз[4];
- 2001 — «Притон просветлённых». Роман. М., «Вагриус», Тираж: 7000 экз[5]; также роман опубликован в антологии «Вагриус-проза. 1992—2002. Том 1»[6][7].

Также, публикует стихи в журналах:
- «Арион» (1998, № 1),
- «Химия и жизнь».

#### Проза
Печатает прозу:
- «Дочь самурая». Повесть. — журнал «Знамя», 1997, № 9;
- «Travel Агнец» — журнал «Дружба Народов», 1999, № 5.
- «Большой взрыв и черепахи»: 2 издания[8][9] — в сказочной истории сочетаются два подхода: научный и религиозный. Тиражи: 6500 экз.[10][11] и 3000 экз.[12] соответственно.
- «Дух дома дома?», 2008 г.

Произведения Анастасии Сергеевны переводились на английский и немецкий языки.

#### Список публикаций
- «Знамя», № 9 за 1997 г. «Дочь самурая». Повесть
- «Арион», № 1 за 1998 г. Мастерская.
- «Знамя», № 6 за 1998 г. «Закрытие Америки». Рассказ
- «Знамя», № 1 за 1999 г. Александр Шаталов. «JFK Airport»[15].
- «Дружба Народов», № 5 за 1999 г. «Travel Агнец».
- «Октябрь», № 10 за 1999 г. «Потерянная фотопленка». Рассказ
- «Дружба Народов», № 11 за 1999 г. «О прозе реальной и виртуальной».

В «круглом столе» участвуют: Н. Александров, А. Архангельский, В. Березин, М. Бутов, А. Гаврилов, А. Гостева, А. Дмитриев, А. Немзер, А. Слаповский. Подготовка к публикации Н. Игруновой.

#### Беседы, интервью
- «Вопросы литературы», № 1 за 2000 г. Л. Улицкая. «Принимаю всё, что даётся…» Беседу вела А. Гостева
- «Вопросы литературы», № 5 за 2000 г. С. Гандлевский. «Конспект». Беседу вела А. Гостева

### Награды и премии
Премии фонда «Знамя» (1997), журнала «Дружба Народов» (1999).